# Polski Bank Inwestycyjny
Polski Bank Inwestycyjny S.A. (PBI) – bank komercyjny z siedzibą w Warszawie, działający od 1993 roku do 1997, kiedy połączył się z Kredyt Bankiem, tworząc wspólnie Kredyt Bank PBI. Był ostatnim, dziesiątym, bankiem komercyjnym wydzielonym ze struktur Narodowego Banku Polskiego po 1989.

## Historia

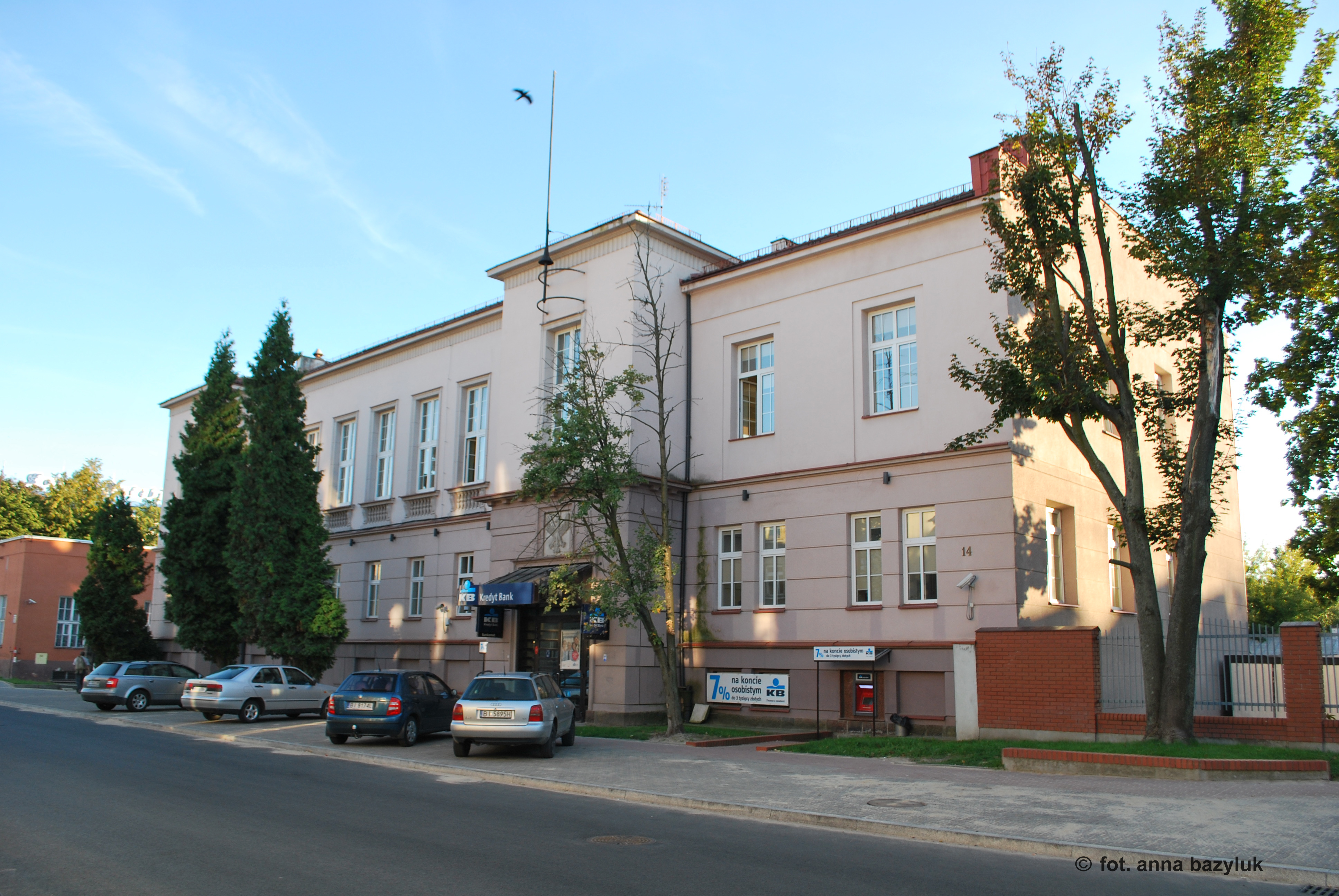
Budynek oddziału PBI w Białymstoku (2013)

Bank, jako dziesiąty i ostatni podmiot bankowy po 1989, został wydzielony z Narodowego Banku Polskiego w 1993, licencję na działalność otrzymał 30 marca tego roku. Do banku przeniesiono prowadzone wciąż w banku centralnym rachunki walutowe i rachunki bankowe osób fizycznych. Właścicielem 100% akcji był NBP, a pierwszym prezesem został Michał Machlejd. Podstawowym zadaniem banku było finansowanie przedsięwzięć prywatyzacyjnych, rozwojowi rynku kapitałowego oraz prywatnej przedsiębiorczości.
Od 1993 bank prowadził nie tylko rachunki przeniesione z NBP po jego wydzieleniu, ale także prowadził działania mające na celu skontaktowanie się z właścicielami tych rachunków (lub ich spadkobiercami) w celach formalnych. Do końca funkcjonowania banku nie udało się skontaktować skutecznie z osobami związanymi z ponad 11 tys. rachunków z saldem łącznie przekraczającym 4 mln zł.
W 1997 bank został zakupiony przez Kredyt Bank za 70 mln zł i został z nim połączony, tworząc wspólnie Kredyt Bank PBI. O zakup banku konkurowały też instytucje zagraniczne, GE Capital oraz Creditanstalt.